# Robert Lugn
Per Erik Robert Lugn, född 12 februari 1923 i Uppsala, död 16 april 2016 i Vallentuna, Stockholms län, var en svensk militär (generalmajor).

## Biografi
Robert Lugn var son till museiintendenterna vid Egyptiska museet i Stockholm, Pehr Lugn och Gunhild Lugn, född i släkten Henschen. Lugn avlade officersexamen 1948 och blev officer vid Skaraborgs regemente. Han blev kapten vid Generalstaben 1960. Som kapten genomförde han FN-tjänst på Cypern 1965. Han blev major 1966, överstelöjtnant 1968, hamnade vid Göta livgarde 1970, blev överste och sektionschef vid Arméstaben 1972, vid Hälsinge regemente 1975, blev överste av första graden och stabschef för Västra militärområdesstaben i Skövde 1977. 1979 blev han generalmajor och chef för Arméstaben, och 1983 utnämndes han till rikshemvärnschef, vilket han var till sin pensionering 1988. 
Vid sidan av sin militära karriär arbetade han för ett antal föreningar och organisationer, bland annat som ordförande för Svenska pistolskytteförbundet 1979–1985, ledamot i Armémusei vänner och Stiftelsen Sveriges nationaldag.
Lugn blev 1973 ledamot av Kungliga Krigsvetenskapsakademien, vars sekreterare han var 1988–1990.
Robert Lugn var sedan 1947 gift med metodiklektorn, filosofie kandidat Brita-Stina Alinder (1925–2018), dotter till kantor Nimrod Alinder och folkskolläraren Bricken, ogift Udén. Han var far till författaren Kristina Lugn och morfar till regissören Martina Montelius.
Robert Lugn är begravd på Vallentuna kyrkogård.

## Utmärkelser

### Svenska
- Riddare av Svärdsorden[9]
- Hemvärnets förtjänstmedalj i guld[9]
- Riksförbundet Sveriges lottakårers kungliga förtjänstmedalj i guld[9]
- Försvarsutbildarnas förtjänstmedalj i guld[9]
- Frivilliga automobilkårernas riksförbunds förtjänstmedalj i guld[9]
- Frivilliga Motorcykelkårernas Riksförbunds förtjänstmedalj[9]
- Sveriges Bilkårers Riksförbunds kungliga medalj[9]
- Svenska Skyttesportförbundets Bernadottemedalj[9]
- Skaraborgs befälsförbunds silvermedalj[10]

### Utländska
- Officer av Legion of Merit[9]